# Jacob Job Élie
Jacob Job Élie, né le 26 novembre 1746 à Wissembourg (Bas-Rhin), mort le 5 février 1825 à Varennes-en-Argonne, est un général français de la Révolution et de l’Empire.

## États de service
Il entre en service le 2 décembre 1766, au régiment d’Aquitaine-Infanterie, il participe à la campagne de Corse en 1769, et il assiste aux bombardements de Sousse et de Bizerte en 1770. Congédié le 2 décembre 1774, il est enrôlé le 5 juillet 1781 dans le régiment de la Reine, il passe sergent le 1er novembre 1781, et il est porte-drapeau le 1er août 1788.
Le 14 juillet 1789, il prend part à la prise de la Bastille et il est nommé capitaine au 5e bataillon de la 5e division de la garde nationale parisienne soldée le 1er septembre 1789. Le 3 août 1791, il est capitaine au 103e régiment d’infanterie et il est fait chevalier de Saint-Louis le 27 novembre 1791.
Il est nommé lieutenant-colonel le 7 février 1793 et il est promu général de brigade à l’armée des Ardennes le 30 juillet 1793, commandant à Givet et à Charlemont. Il est élevé au grade de général de division le 3 septembre 1793, il passe à l’armée de Sambre-et-Meuse le 2 juillet 1794. 
Il est non compris dans l’organisation des états-majors arrêté le 13 juin 1795, il est rappelé à l’activité le 28 février 1796, et il prend le commandement de Lyon le 28 mars 1796. Le 19 août 1796, il est employé à l’armée des Alpes, puis il commande la Maurienne et la Tarentaise le 22 octobre 1796. Il est réformé le 18 mars 1797.
Il est admis à la retraite le 21 juin 1811, et il meurt le 6 février 1825 à Varennes-en-Argonne.

## Sources
- (en) « Generals Who Served in the French Army during the Period 1789 - 1814: Eberle to Exelmans »
- Thierry Pouliquen, « Les généraux français et étrangers ayant servis [sic] dans la Grande Armée » (consulté le 14 octobre 2013)
- Étienne Charavay, Correspondance général de Carnot, t. 3, Paris, Imprimerie nationale, 1887